# Julia van Bergen
Julia van Bergen (Zeewolde, 17 de septiembre de 1999) es una cantante neerlandesa.
Desde pequeña le ha gustado cantar y  tocar el piano, instrumento que empezó a utilizar desde muy joven. Sin embargo, estuvo dedicándose a la música como una simple afición y participando en algunas competiciones locales, como concursos en su colegio y de su localidad, o de poblaciones cercanas.
En el año 2014 decidió presentarse a los castings del concurso de televisión holandés Junior Songfestival, con tanta suerte que en el verano de ese mismo año fue escogida para participar en las galas del concurso. En la Gran Final del mismo, fue la ganadora de esa edición. Gracias a este programa, saltó a la fama a nivel nacional en los Países Bajos.
Como consecuencia de ganar el programa Junior Songfestival, fue premiada con el honor de representar a los Países Bajos en el Festival de la Canción de Eurovisión Junior 2014 que se celebrará el 15 de noviembre de 2014 en Marsa (Malta). Lo hará con la canción "Around", que según cuenta ella misma, la compuso pensando en los sentimientos que comenzó a sentir hacia el chico que le gusta y no se atreve a confesarle. De esta forma, da el salto a la fama internacional.

## Discografía

### Singles
| Año  | Título             | Traducción al español |
| ---- | ------------------ | --------------------- |
| 2014 | "Around"           | Alrededor             |
| 2015 | "Round and Around" | Girando alrededor     |
| 2015 | "Baby Come Home"   | Amor, regresa a casa  |